# Friedrich Gottlieb Eduard von Thaden
Friedrich Gottlieb Eduard von Thaden (født 24. december 1809 på Sønderupgård i Adelby Sogn ved Flensborg, død 5. juni 1886 i Braunschweig) var en slesvigsk embedsmand, bror til Adolf Georg Jakob von Thaden.
Han var en søn af husfoged Nicolaus von Thaden (1770-1848) og Dorothea, født Hagemann (1775-1814). Han studerede 1828-32 jura i Rostock, Halle og Kiel, tog 1832 juridisk eksamen i Slesvig by, var sekretær først på Flensborg Amthus, derefter hos landdrosten i Pinneberg, blev 1841 medlem af Overretten i Lykstad, var fra 1848 tillige dirigerende medlem af overinspektionen for de derværende straffeanstalter, blev 1852 departementschef i Det holstenske Ministerium og samme år etatsråd. Han var Ridder af Dannebrog og Dannebrogsmand. 1856 udnævntes han til borgmester i Altona, gik 1863 straks i tjeneste hos Østrig og Preussen som overpræsident i Altona, fik 1869 udnævnelse som preussisk landråd i Altona Bykreds og blev samme år livsvarigt medlem af Det preussiske Herrehus. 1871 fik han titel af overborgmester, tog 1883 sin afsked og døde 5. juni 1886 i Braunschweig.
Han blev 5. november 1841 gift med Anna Wilhelmine Theodora Erhardine Lucie Matthiessen (22. juli 1815 i Segeberg - 1. marts 1893 i Altona), datter af amtsforvalter Heinrich Matthiessen (1768-1834) og Louise Caroline Georgine født baronesse Grote zu Schauen (1790-1855). 
I 1948 blev Thadenstrasse i Altona opkaldt efter ham.